# Hướng dương ngược nắng
Hướng dương ngược nắng là một bộ phim truyền hình được thực hiện bởi Trung tâm Phim truyền hình Việt Nam, Đài Truyền hình Việt Nam do Vũ Trường Khoa làm đạo diễn. Phim phát sóng vào lúc 21h40 thứ 2, 3, 4 hàng tuần bắt đầu từ ngày 14 tháng 12 năm 2020 và kết thúc vào ngày 24 tháng 5 năm 2021 trên kênh VTV3.
Bộ phim gồm 2 phần phát sóng liên tiếp với tổng số tập là 70.

## Nội dung
Hướng dương ngược nắng xoay quanh Minh (Lương Thu Trang) với những mối quan hệ gia đình phức tạp. Từ bé đến lớn sống với người mẹ vô trách nhiệm, bỗng một ngày cô và em trai của mình (Đình Tú) lại được phát hiện là con riêng của Tổng giám đốc Tập đoàn Cao Dược và là thành viên chính thức trong gia tộc họ Cao. Cũng từ đây, cô phải đối mặt với cuộc đua tranh quyền lực của các thành viên trong chính gia đình mình cùng những người xung quanh với đầy rẫy âm mưu và tham vọng.

## Diễn viên

### Diễn viên chính
- Thu Hà trong vai Bà Đồng Bạch Cúc[6]
- Việt Anh trong vai Vũ Huy Hoàng[6]
- Lương Thu Trang trong vai Cao Dương Minh[6]
- Hồng Đăng trong vai Nguyễn Trung Kiên[6]
- Hồng Diễm trong vai Cao Minh Châu[6]
- Đức Trung trong vai Ông Cao Mạnh Phan
- Vân Dung trong vai Bà Diễm Loan[6]
- Mạnh Cường trong vai Ông Cao Mạnh Đạt[7]
- Phạm Cường trong vai Ông Quân
- Doãn Quốc Đam trong vai Phúc
- Đình Tú trong vai Cao Quang Trí[6]
- Công Lý trong vai Ông Nguyễn Hoàng Vụ[6]
- Quỳnh Kool trong vai Cao Minh Ngọc

### Diễn viên phụ
- Minh Phương trong vai Bà Thường
- Trần Nhượng trong vai Bố Hoàng
- Trần Đức trong vai Ông Lâm
- Ngọc Tản trong vai Bà Bình
- Hoàng Yến trong vai Bà Khánh
- Nguyễn Mạnh Cường trong vai Nguyễn Hoàng Vỹ
- Hồng Hạnh trong vai Bà Lan
- Mạnh Hưng trong vai Hải "bóng bẩy"
- Thanh Hương trong vai An
- Vân Anh trong vai Bà Hoa
- Huỳnh Anh trong vai Ông Đạt lúc trẻ
- Huyền Sâm trong vai Bà Cúc lúc trẻ
- Nguyễn Ngọc Anh trong vai Bà Loan lúc trẻ
- Anh Đào trong vai Thảo
- Lưu Duy Khánh trong vai Đông
- Phùng Tiến Minh trong vai Quản lý quán cà phê
- Chu Diệp Anh trong vai Cami
- Hương Lý trong vai Bà Hảo
- Minh Tuấn trong vai Văn
- Thạch Thu Huyền trong vai Hạnh
- Thùy Dương trong vai Trúc
- Hoàng Long trong vai Long
- Hàn Trang trong vai Hà
- Lương Ngọc Dung trong vai Bà Thường lúc trẻ
- Đỗ Duy Nam trong vai Hải Anh
- Mạnh Đạt trong vai Người yêu Hải Anh
- Tiến Minh trong vai Ông Lâm
- Hồng Nhung trong vai Minh (lúc nhỏ)
- Đức Anh trong vai Trí (lúc nhỏ)
- Khôi Linh trong vai Phúc (lúc nhỏ)

Cùng một số diễn viên khác...

## Nhạc phim
- Yêu là thế ư[8]

Sáng tác: Phùng Tiến Minh
Thể hiện: Hương Ly, Phùng Tiến Minh
- Tình yêu muộn màng[8]

Sáng tác: Lê Anh Dũng
Thể hiện: Đồng Lan
- Điều dang dở ngọt ngào nhất

Thơ: Riabina
Nhạc: Phùng Tiến Minh
Thể hiện: Tiến Minh, Hương Ly

## Đón nhận
Tại thời điểm phát sóng, Hướng dương ngược nắng đã nhanh chóng đạt được thứ hạng cao về lượng người xem bởi các tình tiết phim gay cấn, tình huống diễn ra với tiết tấu nhanh, giải quyết gọn và xây dựng câu chuyện theo kết thúc mở, gây nên sự tò mò và kích thích cho người xem. Trên nền tảng xem phim trực tuyến VTV Giải trí, phần 1 và phần 2 của phim đều lần lượt có gần 12 triệu lượt xem và 7 triệu lượt xem, cùng với đó là số lượt xem qua mỗi tập giới thiệu trước của phim luôn có trên dưới hơn 1 triệu người xem cho mỗi video. Bộ phim cũng lọt vào danh sách những phim truyền hình Việt được xem nhiều nhất năm 2021 của Kantar Media.
Dù vậy, phim vẫn nhận phải nhiều ý kiến trái chiều bởi xoáy sâu vào chuyện ngoại tình, tiểu tam quá đà và có những tình tiết gây tranh cãi vì mang tính cổ súy và ủng hộ cho người thứ ba với con ngoài giá thú. Đặc biệt, trong những tập từ phần 2 trở đi, bộ phim đã bị cho là đang cố kéo nội dung với những mối quan hệ tình cảm rắc rối và phi lý giữa các nhân vật nhằm "kéo tập" thu tiền quảng cáo từ phim.

## Giải thưởng
| Năm  | Giải thưởng    | Hạng mục                    | Được đề cử      | Kết quả       | Tham khảo     |
| ---- | -------------- | --------------------------- | --------------- | ------------- | ------------- |
| 2020 | Giải Cánh diều | Phim truyện truyền hình     | —               | Cánh diều bạc | [ 18 ] [ 19 ] |
| 2020 | Giải Cánh diều | Nữ diễn viên chính xuất sắc | Lương Thu Trang | Đoạt giải     | [ 18 ] [ 19 ] |
| 2021 | Ấn tượng VTV   | Phim truyền hình ấn tượng   | —               | Đề cử         | [ 20 ]        |
| 2021 | Ấn tượng VTV   | Nam diễn viên ấn tượng      | Việt Anh        | Đề cử         | [ 21 ]        |
| 2021 | Ấn tượng VTV   | Nam diễn viên ấn tượng      | Hồng Đăng       | Đề cử         | [ 21 ]        |
| 2021 | Ấn tượng VTV   | Nữ diễn viên ấn tượng       | NSND Thu Hà     | Đề cử         | [ 22 ]        |
| 2021 | Ấn tượng VTV   | Nữ diễn viên ấn tượng       | Lương Thu Trang | Đề cử         | [ 22 ]        |
| 2021 | Ấn tượng VTV   | Nữ diễn viên ấn tượng       | Hồng Diễm       | Đoạt giải     | [ 22 ]        |

## Thay đổi lịch phát sóng
Trong hai ngày 15 và 16 tháng 2 năm 2021, phim đã được thay thế bằng chương trình Gặp gỡ diễn viên truyền hình 2021 và Nhà hát của những giấc mơ. Thay vào đó, 3 tập phim tiếp theo của Hướng dương ngược nắng sẽ lên sóng vào vào các ngày kế tiếp trên VTV3.